# Riegerpark
Der Riegerpark ist eine öffentliche Grünanlage in der ostwestfälischen Kreisstadt Gütersloh. Der innenstadtnahe Park liegt im Ortsteil Kattenstroth an der Grenze zur Kernstadt und entstand Ende der 1960er Jahre auf dem Gelände der ehemals dort ansässigen Gärtnerei Rieger. 1998 gestaltete die Stadt das bis dahin vernachlässigte Gelände komplett neu.  

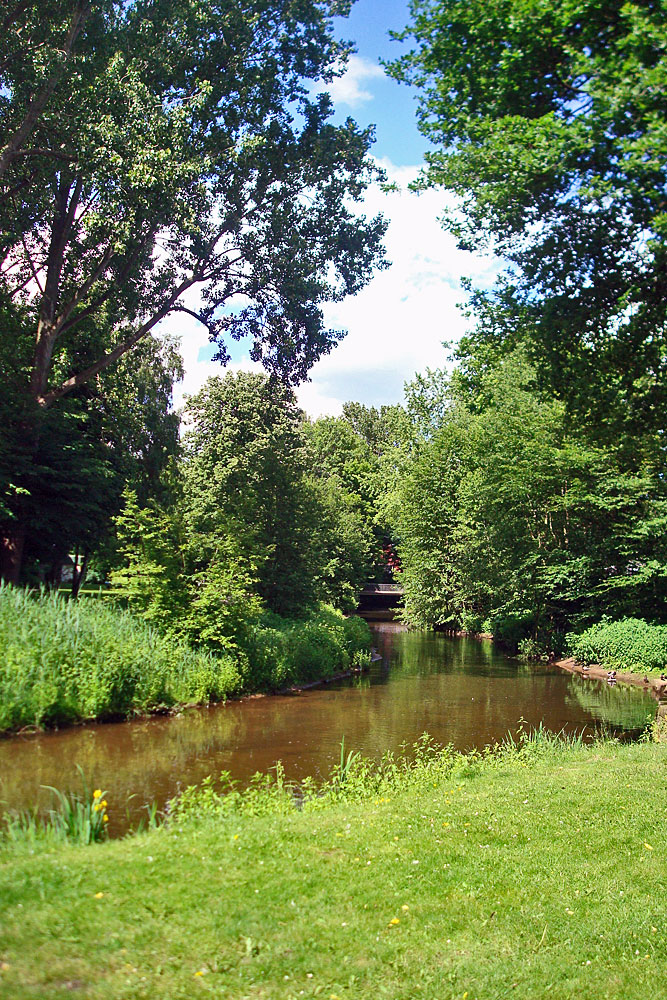
Die Dalke bildet die Parkgrenze.

Zeitlich fiel die Neugestaltung mit der Renaturierung der bis dahin streng begradigten Dalke zusammen, die die nordwestliche Parkgrenze bildet. Als Sitzbereich am Wasser wurde ein „grünes Klassenzimmer“ angelegt, das Schülern der benachbarten Schulen Unterrichtseinheiten im Freien ermöglichen soll. Die Dalkepromenade (Paul-Westerfrölke-Weg) gehört streng genommen nicht mehr zum Parkgelände, ist aber über eine Brücke mit dem Riegerpark verbunden. So bildet der Park auch eine Station des sogenannten Wassererlebnispfads Dalke. 
2002 wurde ein Kinderspielplatz eingerichtet.
Der Riegerpark ist im Vergleich zum Gütersloher Stadtpark, dem Park des LWL-Klinikums und selbst dem Mohns Park relativ klein. Über die Dalkepromenade, den benachbarten Alten Stadtfriedhof neben der St.-Pankratius-Kirche, der die westliche Parkgrenze bildet, und den wenige Meter entfernt beginnenden Neuen Stadtfriedhof ist er jedoch in ein breites Grünanlagenangebot eingebunden.
2013 schenkte die Stadt Gütersloh ihrer zentralfranzösischen Partnerstadt Châteauroux für den dortigen Park den Ableger eines Mammutbaums aus dem Riegerpark.